# 濃州関所茶屋

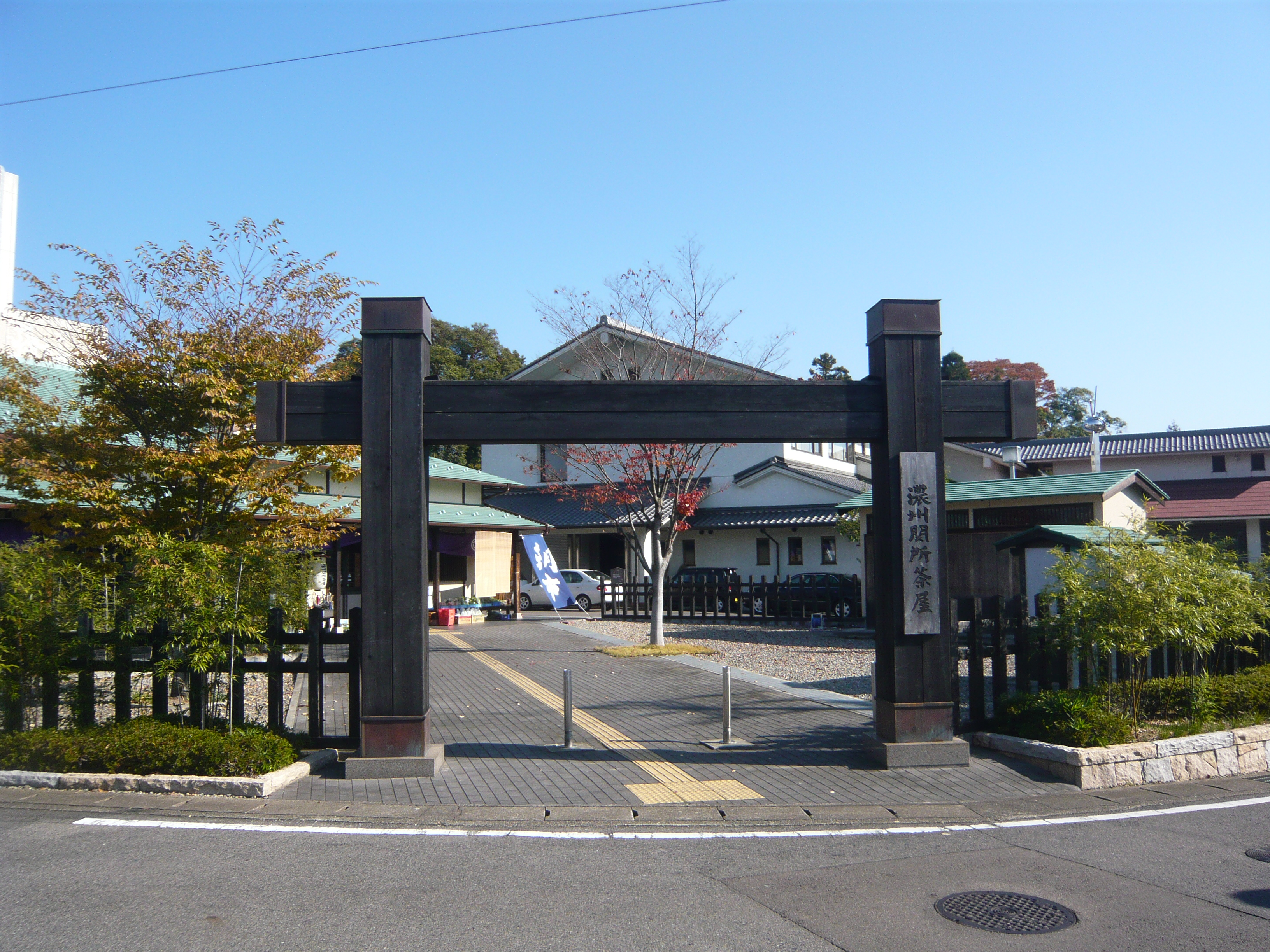
冠木門

濃州関所茶屋（のうしゅうせきしょちゃや）は、岐阜県関市にある休憩施設である。

## 概要
正面入口に高さ4mの冠木門を配置し、関市の名前の由来となったと云われている「関所」をイメージした外観の休憩施設で、名産品などを取り揃えた物産ショップや大型ビジョンにて関市の観光情報を配信する情報サロンのほか、体験工房では円空彫り体験などが出来る。
関鍛冶伝承館に併設して、2003年（平成15年）4月4日にオープンした。

## 利用案内
- 開館時間：9：00～16：30
- 休館日：毎週火曜日、祝日の翌日（いずれも休日を除く）

## 施設案内
郷土料理の店「ふいご」
- 営業時間：9：00～15：00、モーニングタイム：9：00～11：00

物産ショップ
- 営業時間：9：00～16：30

朝市（農産物販売所）
- 営業日：休館日を除く毎日
- 営業時間：9：00～12：00

イベント工房
- 営業時間：9：00～16：30
- 随時：カービング工作、鉛筆削り体験、包丁研き体験、オリジナルうちわ作り体験
- 定期：円空彫り体験、竹細工体験

情報サロン

## 周辺
- 関鍛冶伝承館
- 春日神社